# Ed Ames

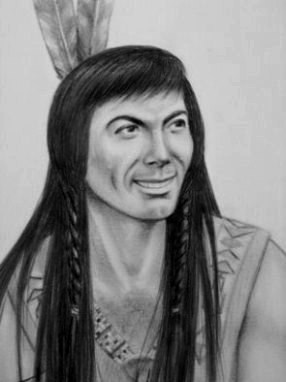
Zeichnung von Ed Ames in seiner Rolle als Mingo in der Serie Daniel Boone

Ed Ames (eigentlich Edmund Dantes Urick, * 9. Juli 1927 in Malden, Massachusetts; † 21. Mai 2023 in Los Angeles, Kalifornien) war ein US-amerikanischer Pop-Sänger und Schauspieler.

## Leben
Ed war der jüngste von vier Brüdern, die Ende der 1940er Jahre als Vokal-Gruppe The Ames Brothers gegründet und einige Hits Mitte des folgenden Jahrzehnts hatten; 1955 war das erfolgreichste Jahr mit einer eigenen Fernsehshow The Ames Brothers Show.
Nach Auflösung der Gruppe ging Ames 1959 nach New York, um Schauspielunterricht zu nehmen. Nach einigen Theaterengagements spielte er von 1964 bis 1968 Mingo the Indian in der Fernsehserie Daniel Boone. Danach trat er als Gastdarsteller in verschiedenen Fernsehserien in Erscheinung, zuletzt Mitte der 1990er Jahre.
Im Jahr 1964 begann er wieder mit Plattenaufnahmen, die bis zu den frühen 1970er Jahren auf einigen LPs erschienen; darunter sein größter Hit aus dem Jahre 1967, die Top-10-Single My Cup Runneth Over aus dem Broadway-Musical I Do, I Do, die Platz 8 der US-Singles-Charts erreichte. Mit Who Will Answer? gelang ihm 1968 ein weiterer Top-20-Hit. Im Jahr 1964 widmete er außerdem im Rahmen des Präsidentschaftswahlkampfes das Lied Hello Lyndon, eine Adaption des Songs Hello Dolly, dem damaligen US-Präsidenten Lyndon B. Johnson.
Ames starb im Mai 2023 im Alter von 95 Jahren in seinem Zuhause in Beverly Hills an den Folgen der Alzheimer-Krankheit. Der mehrfache Groß- und Urgroßvater hinterließ seine Ehefrau, mit der er seit 1998 verheiratet war, zwei Kinder aus erster Ehe und einen Stiefsohn.

## Diskografie

### Alben
| Jahr | Titel                                        | Höchstplatzierung, Gesamtwochen, AuszeichnungChartsChartplatzierungen (Jahr, Titel, Platzierungen, Wochen, Auszeichnungen, Anmerkungen) | Anmerkungen |
| Jahr | Titel                                        | US | Anmerkungen |
| ---- | -------------------------------------------- | --- | ----------- |
| 1966 | More I Cannot Wish You                       | US90 (7 Wo.)US |             |
| 1967 | My Cup Runneth Over                          | US4 Gold · (81 Wo.)US |             |
| 1967 | Time, Time                                   | US77 (38 Wo.)US |             |
| 1967 | When The Snow Is On The Roses                | US24 (25 Wo.)US |             |
| 1968 | Who Will Answer? and Other Songs of Our Time | US13 Gold · (50 Wo.)US |             |
| 1968 | Apologize                                    | US135 (14 Wo.)US |             |
| 1968 | The Hits of Broadway And Hollywood           | US186 (6 Wo.)US |             |
| 1969 | A Time For Living, A Time For Hope           | US114 (14 Wo.)US |             |
| 1969 | The Windmills of Your Mind                   | US157 (6 Wo.)US |             |
| 1969 | The Best of Ed Ames                          | US119 (16 Wo.)US |             |
| 1970 | Love of The Common People                    | US172 (6 Wo.)US |             |
| 1970 | Sing Away The World                          | US194 (2 Wo.)US |             |
| 1971 | The Songs of Bacharach and David             | US199 (1 Wo.)US |             |

Weitere Alben
- 1964: Try to remember
- 1964: Hello Lyndon
- 1966: It’s a man’s world
- 1967: Christmas with Ed Ames
- 1972: Remembers Jim Reeves

### Singles
| Jahr | Titel Album                                                           | Höchstplatzierung, Gesamtwochen, AuszeichnungChartsChartplatzierungen (Jahr, Titel, Album, Platzierungen, Wochen, Auszeichnungen, Anmerkungen) | Anmerkungen |
| Jahr | Titel Album                                                           | US | Anmerkungen |
| ---- | --------------------------------------------------------------------- | --- | ----------- |
| 1965 | Try To Remember Opening Night With Ed Ames                            | US73 (6 Wo.)US |             |
| 1967 | My Cup Runneth Over                                                   | US8 (13 Wo.)US |             |
| 1967 | Time, Time My Cup Runneth Over                                        | US61 (7 Wo.)US |             |
| 1967 | When The Snow Is On The Roses                                         | US98 (2 Wo.)US |             |
| 1967 | Who Will Answer? Sings Who Will Answer? (and Other Songs of Our Time) | US19 (8 Wo.)US |             |
| 1968 | Apologize Ed Ames Sings Apologize                                     | US79 (6 Wo.)US |             |
| 1969 | Son of a Travelin’ Man The Windmills of Your Mind                     | US92 (4 Wo.)US |             |

## Filmografie (Auswahl)
- 1957: State Trooper (Fernsehserie, Folge 2x17)
- 1958: Mickey Spillane’s Mike Hammer (Fernsehserie, Folge 1x19)
- 1960–1969: The Ed Sullivan Show (Fernsehserie, 4 Folgen)
- 1962: Westlich von Santa Fé (The Rifleman, Fernsehserie, Folge 5x04)
- 1964–1968: Daniel Boone (Fernsehserie, 72 Folgen)
- 1967: Androcles and the Lion (Fernsehfilm)
- 1974: Ein Sheriff in New York (McCloud, Fernsehserie, Folge 4x04)
- 1979: Greatest Heroes of the Bible (Fernsehserie, 2 Folgen)
- 1985: Mord ist ihr Hobby (Murder, She Wrote, Fernsehserie, Folge 1x20 Der Tod des Showstars)
- 1988: In der Hitze der Nacht (In the Heat of the Night, Fernsehserie, Folge 2x05)
- 1990: Jake und McCabe – Durch dick und dünn (Jake and the Fatman, Fernsehserie, Folge 3x14)
- 1995: Der Marshal (The Marshal, Fernsehserie, Folge 1x09)